# Drisse

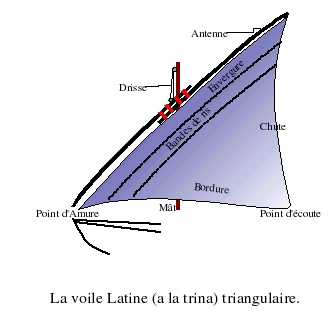
Drisse sur une voile latine

Sur un navire à voile, la drisse est un cordage servant à hisser une vergue, une voile, un pavillon ou un signal flottant. Par exemple, la drisse de grand-voile sert à hisser la grand-voile en tête du grand mât).

## Histoire et description
Jusqu'au milieu du XXe siècle, les drisses sont fabriquées en coton ou en chanvre tressé. On peut trouver également des drisses métalliques, ou mixtes (câble/textile). Aujourd'hui, les drisses sont généralement conçues avec une âme en polyester (âmes parallèles), une gaine extérieure tressée en polyester à 16 ou 24 fuseaux, et un pré-étirement. Le polypropylène remplace parfois le polyester pour les drisses plus légères. Le pré-étirement des drisses empêche l'allongement du cordage par vent fort, où les tractions sur la drisse peuvent être très importantes. La voile conserve ainsi une forme plus stable.
La drisse fait partie des manœuvres courantes.